# アレルギーの特効薬
『アレルギーの特効薬』（アレルギーのとっこうやく）は、山崎まさよし初のオリジナルアルバム。1996年4月1日発売。発売元はポリドール・レコード。 

## 解説
レコーディングに約2年の月日を費やしたという。CD帯記載のコピーは『天才より凄い奴!デビュー』。アルバムの英語表記は「Specific of Allergy」。 本作では当時の音楽業界では非常に稀だったパソコンを使ったハードディスクレコーディングを採用して制作された。そのため一音一音､音に厚みが加わり粒立ちが良く情報量が多い高解像度な音質で、聞く人の耳や体、心に浸透していく透明感のある濃い内容になっている。
「中華料理」「週末には食事をしよう」「パンを焼く」というタイトルに代表されるように、曲名や歌詞に食べ物を連想させる言葉が多く登場することが特徴のひとつとして挙げられる。この指摘について、山崎自身は「曲を作った頃はまだお金もなく、年中お腹をすかせていたからではないか」と冗談交じりのコメントをしている。 
CDジャケット(帯も含む)、CDラベルのデザインと印刷は、ドイツにて行われた。
2007年12月19日には、アナログ盤がボックス仕様でリリースされた。

## 収録曲
- 特記なき曲は編曲も山崎将義。

| 全作詞・作曲: 山崎将義。 |                          |           |            |                        |      |
| #                        | タイトル                 | 作詞      | 作曲・編曲 | 編曲                   | 時間 |
| 1.                       | 「月明かりに照らされて」 | 山崎将義  | 山崎将義   | 山崎将義・中村キタロー | 4:42 |
| 2.                       | 「窮鼠猫を噛め」         | 山崎将義  | 山崎将義   | 山崎将義               | 3:21 |
| 3.                       | 「心拍数」               | 山崎将義  | 山崎将義   | 中村キタロー           | 4:28 |
| 4.                       | 「中華料理」             | 山崎将義  | 山崎将義   | 山崎将義               | 4:01 |
| 5.                       | 「週末には食事をしよう」 | 山崎将義  | 山崎将義   | 山崎将義・中村キタロー | 4:11 |
| 6.                       | 「坂道のある街」         | 山崎将義  | 山崎将義   | 山崎将義               | 4:00 |
| 7.                       | 「アレルギーの特効薬」   | 山崎将義  | 山崎将義   | 山崎将義               | 2:47 |
| 8.                       | 「パンを焼く」           | 山崎将義  | 山崎将義   | 中村キタロー           | 3:08 |
| 9.                       | 「関係ない」             | 山崎将義  | 山崎将義   | 山崎将義               | 3:15 |
| 10.                      | 「妖精といた夏」         | 山崎将義  | 山崎将義   | 中村キタロー           | 6:03 |
| 11.                      | 「根無し草ラプソディー」 | 山崎将義  | 山崎将義   | 山崎将義               | 5:12 |
| 合計時間:                | 合計時間:                | 合計時間: | 45:08      |                        |      |

### 楽曲解説
1. 月明かりに照らされて
  - デビュー・シングル。セゾンカード インターナショナルのTV・CFイメージソング。
  - 2010年のライブ「音届SPECIAL LIVE」での音源が26枚目のシングル「HOBO Walking」のカップリングとして収録されている。
2. 窮鼠猫を噛め
  - 限定ライヴ・シングル「心拍数（関東編）」のカップリング曲。
3. 心拍数
  - ライヴ盤は通常盤の他、収録テイクが異なる地方別9作品[3]が同時発売。
4. 中華料理
  - 2ndシングル。前奏の異なるアルバム・ヴァージョンで収録。タイトルそのまま中華料理屋で撮影されたミュージック・ビデオが製作された。
5. 週末には食事をしよう
  - 2ndシングル「中華料理」のカップリング曲。アルバム・ヴァージョンで収録。
6. 坂道のある街
  - 上京した頃に住んでいた桜木町・野毛山動物園付近をイメージしているとインタビューで語られている[4]。
7. アレルギーの特効薬
8. パンを焼く
9. 関係ない
10. 妖精といた夏
  - 4枚目のシングル「One more time, One more chance」のカップリング曲。2007年の再リリース盤には収録されていない。
11. 根無し草ラプソディー

## 演奏
- 山崎まさよし：Vocal, Chorus, Acoustic Guitars, Electric Guitar, Blues Harp
- 中村キタロー：Electric Bass, Computer Programming, Keyboards, Chorus, Voice
- 小田原豊：Drums, Percussions
- 間宮工：Electric Guitar, Mandolin
- ライオン・メリィ：Piano, Accordion
- 中島オバヲ：Congas
- 瀬戸谷芳治：Organ
- 柿崎洋一郎：Synthesizer
- 片山広明：Tenor & Baritone Saxophones
- Yoshida-kun & His Friends：Children's Voices
- 連野城太郎 (森川欣信)、 高橋良一、穂苅太郎：Chorus

## 関連作品
- BLUE PERIOD - ベストアルバム。「月明かりに照らされて」「心拍数」「中華料理」収録。
- OUT OF THE BLUE - ベストアルバム。「週末には食事をしよう」収録。
- ONE KNIGHT STANDS - ライブアルバム。「月明かりに照らされて」「アレルギーの特効薬」「パンを焼く」収録。初回限定版にはこれに加えて「心拍数」「中華料理」も収録。
- Transit Time - ライブアルバム。「月明かりに照らされて」「パンを焼く」収録。
- The Road to YAMAZAKI 〜the BEST for beginners〜 - ベストアルバム。「パンを焼く」「関係ない」収録。